# Piauí Esporte Clube
El Piauí Esporte Clube es un equipo de fútbol de Brasil que juega en el Campeonato Piauiense, la primera división del estado de Piauí.

## Historia
Fue fundado el 15 de agosto de 1948 en el municipio de Teresina, capital del estado de Piauí y ese mismo año ingresa a los torneos profesionales del estado, logrando ganar el título de la segunda división estatal en 1957.
En 1966 es campeón estatal por primera vez en su historia, el primero de cuatro títulos que gana el club de manera consecutiva en la década de los años 1960. En ese periodo fue un participante constante en el Campeonato Brasileño de Serie A, teniendo su primera aparición en 1967 en donde fue eliminado en la primera ronda clasificatoria.
En 1968 vuelve a participar en el Campeonato Brasileño de Serie A al ser campeón estatal, donde supera la primera ronda como ganador de grupo eliminando al América de Natal del estado de Río Grande del Norte y al Campinense Clube del estado de Paraíba, pero es eliminado en la segunda ronda por el Moto Club de São Luís del estado de Maranhao, terminando en el décimo lugar de la temporada.
En 1979 el club vuelve a clasificar al Campeonato Brasileño de Serie A cuando el torneo era conocido como Taça Brasil en donde fue eliminado en la primera ronda al terminar en penúltimo lugar de su grupo solo delante de la Sociedade Esportiva Tiradentes, terminando en el puesto 86 entre 94 equipos. En 1981 hace su primera aparición en el campeonato Brasileño de Serie C eliminando en la primera ronda al Moto Club de São Luís con marcador global de 5-1, incluyendo el marcador más abultado de la tercera división nacional en aquella temporada al ganar el partido de vuelta 5-0. En la segunda ronda fue eliminado por el Atlético Clube Izabelense del estado de Pará al empatar 0-0 en el partido de ida y perder 0-1 en el de vuelta.
Fue hasta 1985 que el club gana su quinto título estatal, con lo que consigue la clasificación al Campeonato Brasileño de Serie A de 1986, donde vuelve a ser eliminado en la primera ronda como la vez anterior, en el penúltimo lugar de su grupo solo delante del Operário Futebol Clube del estado de Mato Grosso.

## Palmarés
- Campeonato Piauiense: 6

1966, 1967, 1968, 1969, 1985, 2025
- Campeonato Piauiense de Segunda División: 1

1957
- Torneo Inicio de Piauí: 5

1966, 1969, 1972, 1980, 1987